# デニス・モシットー
デニス・モシットー（Denis Moschitto, 1977年6月22日- ）は、ドイツの俳優。

## 略歴
ケルン出身。父はイタリア系、母はトルコ系。映画デビューは1999年の『暗い日曜日』。『Chiko』での演技が高く評価され、ドイツ映画賞最優秀主演男優賞にノミネートされた。オムニバス映画Deutschland'09のファティ・アキン監督の短編Der Name Murat Kurnazにも出演している。

## 出演作品
- 暗い日曜日 Ein Lied von Liebe und Tod – Gloomy Sunday (1999)
- Schule(2000)
- Nichts bereuen(2001)
- Northern Star(2003)
- Die Klasse von '99 – Schule war gestern, Leben ist jetzt(2003)
- Verschwende deine Jugend(2003)
- Süperseks(2005)
- Kebab Connection(2005)
- Meine böse Freundin(2007)
- Chiko(2007)
- 11⁄2 Ritter – Auf der Suche nach der hinreißenden Herzelinde(2008)
- Deutschland'09
- 女は二度決断する Aus dem Nichts (2017)